# Electroaparataj
Electroaparataj a fost o companie producătoare de aparate de distribuție și control al electricității din România, înființată în anul 1948.
Electroaparataj a produs sisteme de climatizare, grupuri de răcire și accesorii auto, fiind unul dintre furnizorii de componente pentru modelul Dacia Logan.
Acționarul majoritar al companiei a fost fondul de investiții Broadhurst (deținut de New Century Holdings) cu o deținere de peste 84,74% din titlurile companiei.
Acțiunile companiei au fost listate la Bursa de Valori București la categoria a II-a sub simbolul ELJ.
În anul 2005, compania și-a consolidat poziția de pe piața electrotehnică, absorbind societățile de profil: Aparataj Electric Titu, Electrotehnica SA și Romarta 2000, care făceau parte din grupul de societăți administrate de către Grupul New Century Holdings.
Cifra de afaceri:
- 2008: 68,9 milioane lei (18,7 milioane euro)[5]
- 2007: 80,4 milioane de lei[2]
- 2005: 65 milioane lei (17 milioane euro)[3]

Venit net în 2005: 2,1 milioane lei